# ليلي ليمان
ليلي ليمان (بالألمانية: Lilli Lehmann) (و. 1848 – 1929 م) هي مغنية أوبرا، وكاتبة سير ذاتية، وتربوية، ومعلمة موسيقى، ومدرب صوتي، ومغنية ألمانية، ولدت في فورتسبورغ، توفيت في برلين، عن عمر يناهز 81 عاماً.

## روابط خارجية
- ليلي ليمان على موقع الموسوعة البريطانية (الإنجليزية)
- ليلي ليمان على موقع ميوزك برينز (الإنجليزية)
- ليلي ليمان على موقع إن إن دي بي (الإنجليزية)
- ليلي ليمان على موقع أول ميوزيك (الإنجليزية)
- ليلي ليمان على موقع ديسكوغز (الإنجليزية)